# Ryann Shane
Pour les articles homonymes, voir Shane.
Ryann Shane (née le 5 juillet 1993) , est une actrice américaine essentiellement connue pour son rôle de Deva Hopewell dans la série télévisée américaine Banshee produite par la chaîne de télévision Cinemax.

## Biographie
Ryann Shane grandit en étant très proche de son père. Elle fait ses débuts d'actrice en 2004, dans un court métrage intitulé Superstore. 
Elle apparait par la suite dans le film américain Un jour, peut-être aux côtés de Ryan Reynolds sorti en 2008. En 2011, elle joue également le rôle de la fille d'un ex-boxeur atteint de démence dans la série Lights Out.
En 2012, Ryann Shane obtient son premier rôle important en rejoignant la distribution principale de la série télévisée américaine Banshee. Elle joue le rôle de Deva Hopewell, la fille adolescente rebelle de Carrie et Gordon Hopewell. La série dure quatre saisons, de 2013 à 2016.
En 2017, Ryann Shane obtient le rôle de Deanna Lambert, une adolescente dont la sex tape avec un garçon plus âgé fait d'elle une paria, dans le film Une famille en morceaux. Sara Zarr, auteure du roman sur lequel le film est basé, a rencontré Ryann Shane et a loué sa performance. Shane a battu des centaines d'autres actrices pour le rôle.

## Filmographie

### Film
| An   | Titre                   | Rôle              | Remarques     |
| ---- | ----------------------- | ----------------- | ------------- |
| 2004 | Superstore              | Stacey            | Court métrage |
| 2008 | Un jour, peut-être      | Enfant de l'école |               |
| 2009 | Amélia                  | Jeune Amélia      |               |
| 2012 | Frances Ha              | Fille qui pleure  |               |
| 2017 | Une famille en morceaux | Deanna Lambert    |               |

### Télévision
| An        | Titre                    | Rôle           | Remarques                   |
| --------- | ------------------------ | -------------- | --------------------------- |
| 2011      | Blue Bloods              | Chloé Carson   | 1 épisode                   |
| 2011      | Lights Out               | Danielle Leary | Le rôle principal           |
| 2012      | New York, unité spéciale | Ashley Riggs   | Saison 13, épisode 20       |
| 2013-2016 | Banshee                  | Deva Hopewell  | Rôle principal, 32 épisodes |
| 2017      | Gone                     | Ruth           | 1 épisode                   |
| 2018      | New York, unité spéciale | Mia Morino     | Saison 19, épisode 15       |
| 2022      | New York, unité spéciale | Mia Morino     | Saison 23, épisode 15       |